# Basketbol'nyj klub Zenit Sankt-Peterburg 2019-2020
Questa voce raccoglie le informazioni riguardanti il Basketbol'nyj klub Zenit Sankt-Peterburg nelle competizioni ufficiali della stagione 2019-2020.

## Stagione
La stagione 2019-2020 del Basketbol'nyj klub Zenit Sankt-Peterburg è la 17ª nel massimo campionato russo di pallacanestro, la VTB United League.

## Roster
Aggiornato al 12 luglio 2019
| Zenit San Pietroburgo 2019-20 | Zenit San Pietroburgo 2019-20 |
| Giocatori                     | Staff tecnico                 |
| ----------------------------- | ----------------------------- |

| N. | Naz.                                                     | Ruolo | Nome                | Anno | Alt.   | Peso   |  |
| -- | -------------------------------------------------------- | ----- | ------------------- | ---- | ------ | ------ |  |
| 4  | Stati Uniti (bandiera)                                   | C     | Colton Iverson      | 1989 | 213 cm | 116 kg |  |
| 6  | Francia (bandiera)                                       | P     | Andrew Albicy       | 1990 | 176 cm | 77 kg  |  |
| 7  | Russia (bandiera)                                        | GA    | Anton Ponkrašov     | 1986 | 200 cm | 96 kg  |  |
| 9  | Stati Uniti (bandiera)                                   | G     | Austin Hollins      | 1991 | 193 cm | 83 kg  |  |
| 10 | Stati Uniti (bandiera)                                   | AG    | Will Thomas         | 1986 | 203 cm | 104 kg |  |
| 11 | Russia (bandiera)                                        | AG    | Sergej Balašov      | 1996 | 206 cm | 95 kg  |  |
| 12 | Stati Uniti (bandiera) · Bosnia ed Erzegovina (bandiera) | PG    | Alex Renfroe        | 1986 | 191 cm | 80 kg  |  |
| 13 | Russia (bandiera)                                        | G     | Dmitrij Chvostov    | 1989 | 190 cm | 78 kg  |  |
| 14 | Russia (bandiera)                                        | C     | Anton Puškov        | 1988 | 208 cm | 98 kg  |  |
| 15 | Russia (bandiera)                                        | G     | Konstantin Ševčuk   | 2000 | 188 cm | 71 kg  |  |
| 16 | Russia (bandiera)                                        | AP    | Vladislav Truškin   | 1993 | 201 cm | 98 kg  |  |
| 18 | Russia (bandiera)                                        | G     | Evgenij Voronov (C) | 1986 | 194 cm | 95 kg  |  |
| 20 | Russia (bandiera)                                        | AG    | Andrej Zubkov       | 1991 | 205 cm | 100 kg |  |
| 21 | Stati Uniti (bandiera)                                   | AG    | Tim Abromaitis      | 1989 | 203 cm | 107 kg |  |
| 25 | Polonia (bandiera)                                       | AP    | Mateusz Ponitka     | 1993 | 196 cm | 92 kg  |  |
| 34 | Messico (bandiera)                                       | C     | Gustavo Ayón        | 1985 | 208 cm | 113 kg |  |
| 35 | Russia (bandiera)                                        | A     | Ivan Belousov       | 2001 | 199 cm |        |  |

| Allenatore |
| - Joan Plaza (fino al 12 febbraio) - Xavier Pascual Vives (dal 15 febbraio)                                                                                   |
| Assistente/i |
| - Lluis Riera (fino al 12 febbraio) - José Angel Samaniego (fino al 12 febbraio) - Sergej Voznjuk Legenda - (C) Capitano - (IN) Inattivo - Infortunato Roster |

## Mercato

### Sessione estiva
| Acquisti | Acquisti         | Acquisti          | Acquisti   | Acquisti |
| R.a      | Nome             | da                | Modalità   |          |
| -------- | ---------------- | ----------------- | ---------- | -------- |
| P        | Andrew Albicy    | Andorra           | definitivo |          |
| PG       | Alex Renfroe     | Partizan          | definitivo |          |
| AG       | Andrej Zubkov    | Chimki            | definitivo |          |
| G        | Dmitrij Chvostov | Lokomotiv Kuban'  | definitivo |          |
| AP       | Mateusz Ponitka  | Lokomotiv Kuban'  | definitivo |          |
| GA       | Anton Ponkrašov  | UNICS Kazan'      | definitivo |          |
| C        | Gustavo Ayón     | Real Madrid       | definitivo |          |
| AG       | Tim Abromaitis   | Canarias Tenerife | definitivo |          |
| G        | Austin Hollins   | RASTA Vechta      | definitivo |          |
| C        | Colton Iverson   | Canarias Tenerife | definitivo |          |
| AG       | Will Thomas      | Valencia          | definitivo |          |

| Cessioni | Cessioni             | Cessioni          | Cessioni       | Cessioni |
| R.       | Nome                 | a                 | Modalità       |          |
| -------- | -------------------- | ----------------- | -------------- | -------- |
| G        | Sergej Karasëv       | Chimki            | fine contratto |          |
| C        | Andrej Desjatnikov   | Chimki            | fine contratto |          |
| PG       | Philip Scrubb        | Estudiantes       | fine contratto |          |
| G        | Sean Armand          | Bahçeşehir Koleji | fine contratto |          |
| A        | Evgenij Valiev       | Chimki            | fine contratto |          |
| AP       | Marko Simonović      | Cedevita Olimpija | fine contratto |          |
| P        | Codi Miller-McIntyre | Cedevita Olimpija | fine contratto |          |
| P        | Gal Mekel            | Pall. Reggiana    | fine contratto |          |
| C        | Jalen Reynolds       | Zhejiang Lions    | fine contratto |          |
| AG       | Jarrod Uthoff        | Memphis Grizzlies | fine contratto |          |
| A        | Vadim Panin          | Free agent        | fine contratto |          |